# 李歆 (蜀漢)
李歆（？年—？年），即李韶，原三國時期季漢將領後降曹魏。

## 生平
延熙十二年（公元249年）秋季，李歆與句安隨同姜維北伐魏國的雍州。姜維先差遣句安、李歆前往麴山修築二城並駐守，但被魏將陳泰用計斷了糧道，城中糧缺，又苦等不到援兵，隨即降魏。

## 三國演義
《三國演義》李歆遭郭淮命副將陳泰領兵攻打，李歆突出重圍後，姜維派人送李歆回成都養病。而句安於麴山城中苦等援兵不至，乃開門降魏。